# Robert von Rosen (général)
 (juin 2020).
Si vous disposez d'ouvrages ou d'articles de référence ou si vous connaissez des sites web de qualité traitant du thème abordé ici, merci de compléter l'article en donnant les références utiles à sa vérifiabilité et en les liant à la section « Notes et références ».
Le baron Robert von Rosen (nommé par les Russes Roman Fiodorovitch Rosen IV), né soit en 1780, soit le 21 octobre 1782 et mort le 22 septembre 1848, est un noble allemand du gouvernement de Livonie, sujet de l'Empire russe et général de l'armée impériale russe. Il prit part aux guerres napoléoniennes, à la pacification de l'insurrection au Daghestan de 1830 et aux guerres du Caucase.

## Biographie
Robert von Rosen est le fils du baron Friedrich Adolf von Rosen (1722-1796), qui fut colonel de l'armée de Hollande, et de son épouse, née Gertrude von Derfelden. Leurs domaines se trouvaient dans le gouvernement d'Estland. Il entre le 6 mars janvier 1797 au régiment de la garnison de Revel, devient sous-lieutenant quelques mois plus tard et lieutenant en novembre 1798.

### Guerres napoléoniennes
Il entre le 10 janvier 1802 au régiment d'infanterie de Tobolsk et il est nommé capitaine en 1806. Il est envoyé ensuite en Prusse à la campagne de la Quatrième Coalition, jusqu'au 10 juillet 1807. Il prend part à la bataille de Pultusk du 14 (26) décembre 1806, du village de Janow du 20 janvier 1807, à la bataille de Landsberg du 25 janvier 1807, à la bataille d'Eylau du 27 janvier (8 février) 1807, où il est blessé. Il reçoit la croix d'or de Prusse.
Le 7 novembre 1808, il est nommé major et sert dans le premier bataillon de grenadiers, où il combat à la bataille des Nations de 1812. Il est blessé à la bataille de la Moskova à l'épaule et à la jambe droites. Il est décoré alors de l'ordre de Saint-Georges de quatrième classe et devient lieutenant-colonel en novembre 1812. Il poursuit la Grande Armée en déroute de la Bérézina au Niémen, traverse le grand-duché de Varsovie, la Silésie et la Saxe et combat à la bataille de Lützen. Grâce à des combats d'arrière-garde, il est nommé colonel le 20 avril 1813 (ancien style) et reçoit ensuite l'ordre prussien Pour le Mérite. Il est avec ses troupes en Bohême, à Leipzig et à Dresde, où son courage le fait décorer de l'ordre de Saint-Vladimir de quatrième classe avec ruban.
Le colonel von Rosen traverse ensuite l'Allemagne vers la France, où il prend Nogent et ensuite Bar-sur-Aube et Troyes. Il reçoit pour cela l'ordre de Saint-Vladimir de troisième classe, puis se trouve dans les combats d'avant-garde, commandant une colonne sur le flanc droit à la bataille de Fère-Champenoise. Il est aux portes de Paris le 18 mars 1814 et il est décoré de l'ordre de Sainte-Anne de 2e classe avec brillants.
Il rentre en Russie fin août 1814 et devient commandant du régiment d'infanterie de Tambov. Il est élevé au rang de major-général le 12 octobre 1819, à la tête de la 3e brigade de la 27e division d'infanterie. Dix ans plus tard, le 27 mars 1829, il est à la tête de la 14e division d'infanterie et élevé au rang de lieutenant-général le 22 septembre de la même année.

### Dans le Caucase
Au cours de la guerre russo-turque de 1828-1829, le général-baron von Rosen commande dans le Caucase, notamment à Akhaltsy, ce qui lui vaut l'ordre de Sainte-Anne de 1re classe, le 1er avril 1830. Il se trouve tout de suite après dans le nord du Daghestan, où il pacifie la région en mai.
Le 1er juillet 1830, le général von Rosen est affecté à la tête de la 21e division d'infanterie qui se distingue à Belokany (aujourd'hui Belakan en Azerbaïdjan). L'été suivant, il est de manière provisoire à la tête de tout le corps d'armée séparé du Caucase, en attendant la nomination d'un nouveau général. Il a donc la responsabilité des forces impériales en Géorgie et chasse Gamzat-bek du Caucase du nord, tout en réprimant les insurrections. Il reçoit pour cela les félicitations du maréchal-comte Paskévitch d'Érévan qui est ensuite à la tête du corps d'armée du Caucase. Le général von Rosen commande à partir du 13 mai 1835 la 2e division d'infanterie et reçoit l'ordre de Saint-Vladimir de 2e classe, puis à partir du 30 décembre 1837 la 2e division de grenadiers. Il est décoré de l'ordre de l'Aigle blanc en 1840.
Outre ses distinctions sur le terrain, le baron est choisi dans la commission réglant le droit militaire, notamment à propos du tribunal militaire de Wilna dans une affaire de brigandage, ce qui lui vaut les remerciements du grand-duc Constantin et le versement d'une prime de cinq mille roubles. Il est ensuite général-inspecteur en octobre 1840 et élevé à la distinction de général d'infanterie en 1845.
Le baron von Rosen meurt à l'âge de soixante-sept ans. Il est enterré au cimetière du vieux Peterhof.

## Famille
Robert von Rosen est l'époux de la baronne Nathalie von Rott qui lui donne trois filles : Olga, Alexandra et Sophie.
Il est le frère de Friedrich von Rosen (1771-1847), de Ludwig von Rosen (1772-1804), de Wladimir von Rosen (1778-1831), conseiller d'État actuel, et frère jumeau d'Otto von Rosen (1782-1831), lieutenant-général, commandant de la 2e division des uhlans.